# Деды (обряд)

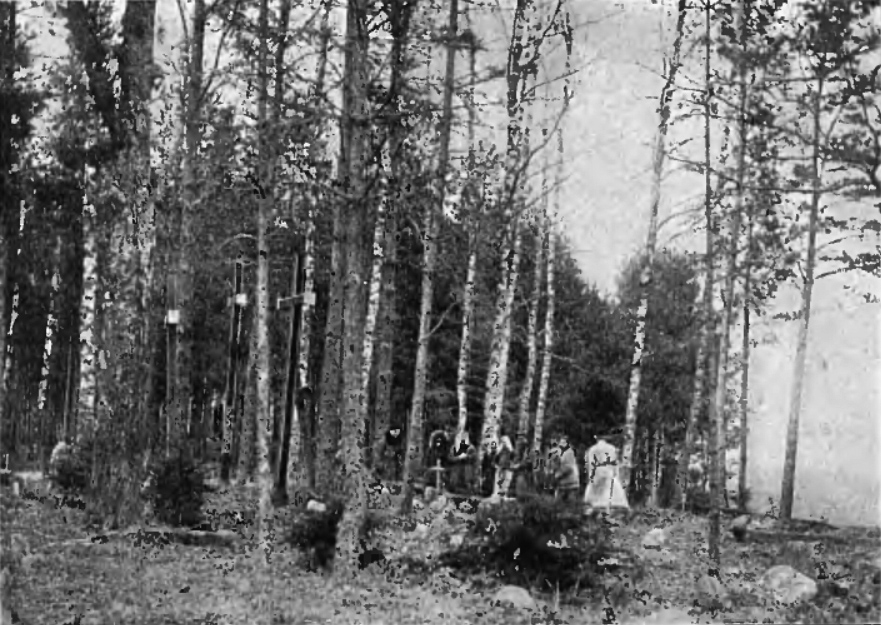
Прибытие на могилы в день Дедов

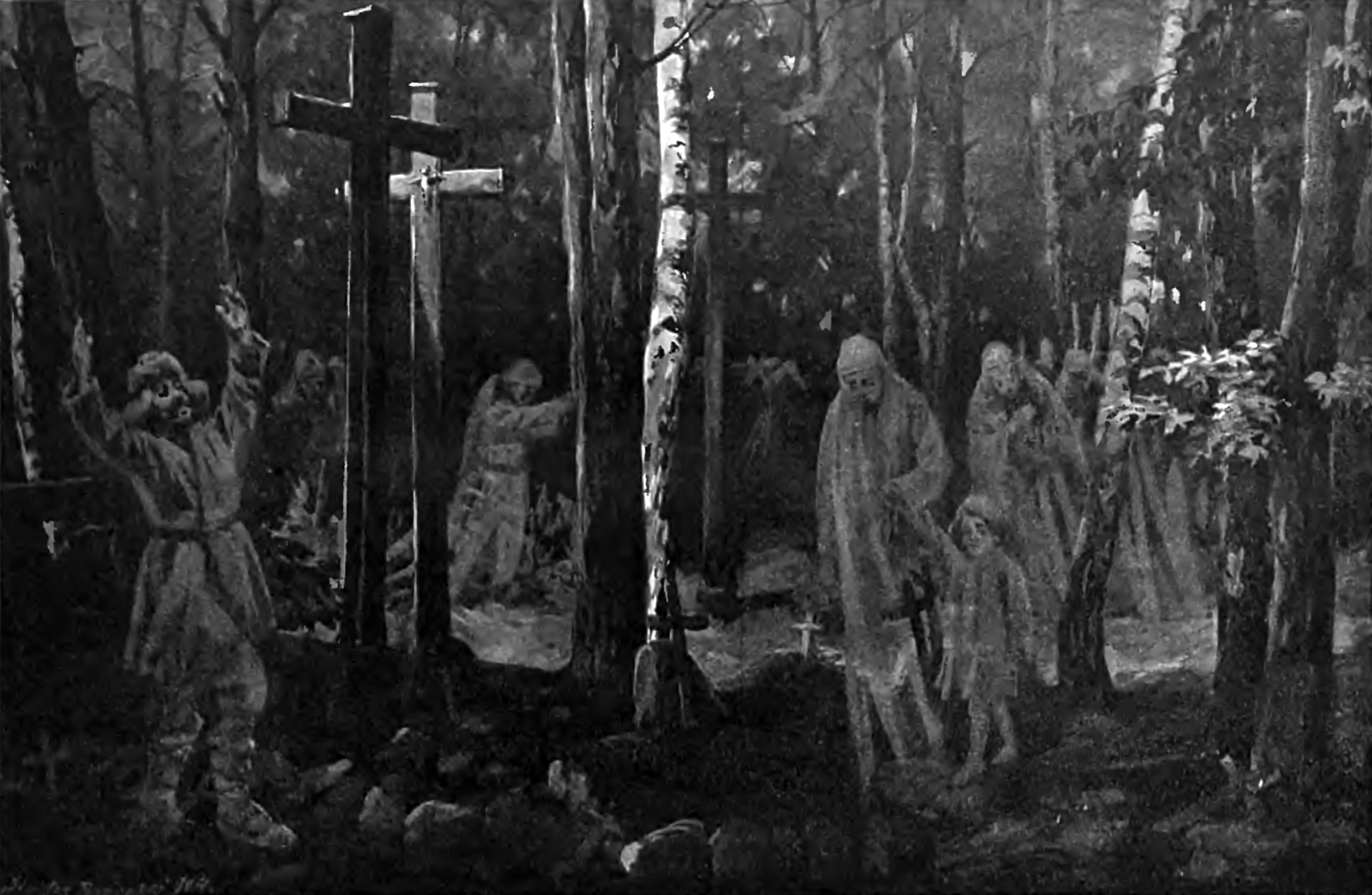
Кладбище в ночь «Дедов»: души спешат к родным

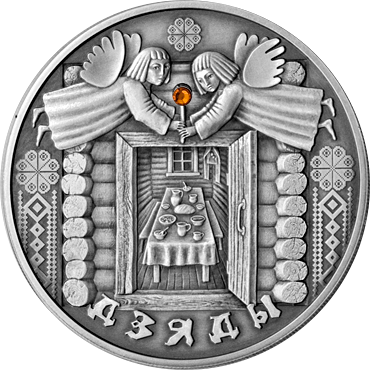
Белорусская монета «Дзяды», 20 рублей, реверс

Де́ды, дзя́ды (бел. Дзяды́, укр. Діди, пол. Dziady) — поминальные дни (родительские субботы) в народном календаре белорусов и украинцев, а также населения приграничных с Беларусью территорий (Подляшье, Смоленщина, Виленщина, где и проживают предки белорусов). Дни отмечаются несколько (от трёх до шести) раз в году; их число и значимость различны по регионам. Согласно верованиям, в эти дни умершие (деды, души, родители, мёртвые) приходят в свои дома на поминальный ужин (который тоже может называться деды). Во многих случаях в число поминальных Дедов не входит Радуница, когда покойников, как правило, поминают на кладбище. Основными ритуальными блюдами Дедов считались сыта и кутья, иногда овсяный кисель и блины.

## Обряды
Обряды поминания проводятся несколько раз в год, при этом обряд всегда проводится в субботу. С христианизацией славянских народов эти обряды переосмыслены и отождествлены с родительскими субботами и в таком виде существуют до сих пор. Из-за этого затруднено определение происхождения тех или иных обрядовых действий из христианской или языческой традиции.
Деды праздновались в своём доме в ожидании прихода душ предков в гости, что отличает от других поминок, когда поминать ходили на кладбище.
В центральном Полесье Деды справляют два дня (пятницу и субботу, в этом случае звавшиеся Дедова пятница и Бабина суббота, или просто Деды и Бабы) — в пятницу готовят постный поминальный ужин (вечерю), а в субботу скоромный (с яичницей, салом и молочными блюдами) обед ранее обычного или даже завтрак.
В дни «дедов» подаётся поминальная еда, которая должна быть горячей (для того, чтобы духи могли вдыхать поднимающийся пар от пищи, приготовленной в их честь). Кроме того, на столе кладут больше ложек — для Предков. Иногда каждого умершего предка называют по имени.
Доминантой полесских быличек является кормление предков, приготовление для них поминального застолья: деды приходят на поминальную трапезу — они довольны, если трапеза приготовлена и сервирована правильно, и выражают недовольство, если родственники забыли приготовить поминальный обед или что-то сделали неправильно.
В целом в течение года обряды поминания проходят по сходному сценарию, хотя для каждого такого обряда существуют особенности (необходимость особых блюд на столе, необходимость определенного количества блюд, совершение определенных обрядовых действий и т. п.).
У белорусов и украинцев особенно почитаем обряд, проводимый в субботу перед Дмитриевым днём (Дмитриевская суббота).
Народный обряд поминания предков художественно описан в поэме Адама Мицкевича «Деды».